# کائو چینگ-یی
کائو چینگ-یی (انگلیسی:Kao Ching-yi) یک تکواندو کار تایوانی است.
در مسابقات قهرمانی تکواندو جهان ۱۹۹۹ در ادمونتون، او پس از غلبه بر لورنس راس در نیمه نهایی، و دومینیک بوشارت در بازی نهایی، در کلاس سنگین‌وزن صاحب مدال طلا شد. وی در مسابقات تکواندو قهرمانی آسیا ۱۹۹۸ یک مدال نقره، و در بازی‌های آسیایی ۱۹۹۸ یک مدال برنز دریافت کرد.